# Spoonful
«Spoonful» es una canción del género de blues, escrita por el músico y escritor Willie Dixon, e interpretada por primera vez por el músico Howlin' Wolf. Fue grabada y lanzada en junio de 1960 por la discográfica Chess Records, y fue producida por Willie Dixon, Phil Chess y Leonard Chess.
Después de la versión por Howlin' Wolf, la composición sería versionada por una gran cantidad de cantantes, entre ellos los más destacables fueron, un dúo entre Etta James y Harvey Fuqua, lanzado en 1961, un año después de la versión original, al igual, la banda de blues, Cream, hizo su propia versión en su álbum debut Fresh Cream, al igual, fue material recurrente en actuaciones en vivo de la banda, e incluso hizo una aparición mucho más larga en el disco en vivo de Wheels of Fire

## Composición
Spoonful es un blues lento, con una guitarra eléctrica predominante, que originalmente se basa en «All I Want is a Spoonful», canción de 1925 de Papa Charlie Jackson, «Cocaine Blues», de 1927 por Luke Jordan y «A Spoonful Blues», canción de Charlie Patton de 1929.

### Letras
Sus letras han sido interpretadas como una metáfora acerca de los extremos que pueden alcanzar algunas personas para satisfacer sus deseos, ya que "Spoonful" (cucharada) muchas veces se refiere a placeres, tales como lo son las drogas, el alcohol, el sexo y el amor.

## Versión de Cream
La banda inglesa de blues y rock psicodélico, Cream, incluyó esta canción en su álbum debut, Fresh Cream, producida por el empresario, Robert Stigwood, la versión contó con un enfoque más de blues rock y hard rock, pero esta no estuvo presente en la versión estadounidense, ya que fue remplazada con el sencillo I Feel Free, sin embargo, la canción fue lanzada como sencillo, con la parte 1 en el lado A y la parte 2 en el lado B.
La canción también fue tocada varias veces en vivo por la banda, la más famosa, la que se encuentra en el disco en vivo en The Fillmore, de Wheels of Fire, con una duración mucho más larga.